# Gazella
Gazella is een geslacht van hoefdieren uit de onderfamilie van de echte antilopen (Antilopinae). Dit geslacht omvat een groot deel van de bekende gazellen. Enkele andere soorten, die nu in de geslachten Eudorcas en Nanger worden geplaatst, werden vroeger ook bij Gazella ingedeeld. 

## Verspreiding en leefgebied
De leden van dit geslacht leven meestal in droge gebieden in noordelijk en oostelijk Afrika, Arabië en Midden-Azië, oostelijk tot Midden-China en India.

## Taxonomie
Dit geslacht omvat negen soorten, verdeeld in een aantal groepen. Van de negen soorten zijn er acht met uitsterven bedreigd, alleen de Indische gazelle staat op de Rode Lijst van de IUCN als niet bedreigd.
- Geslacht Gazella
  - G. gazella-groep
    - Gazella arabica – Arabische gazelle
    - Gazella gazella – Berggazelle
    - Gazella spekei – Spekes gazelle

  - G. dorcas-groep
    - Gazella dorcas – Dorcasgazelle

  - G. subguttorosa-groep
    - Gazella bennettii – Indische gazelle
    - Gazella cuvieri – Edmigazelle
    - Gazella leptoceros – Duingazelle
    - Gazella marica – Arabische zandgazelle
    - Gazella subgutturosa – Kropgazelle